# Операція «Кобра»

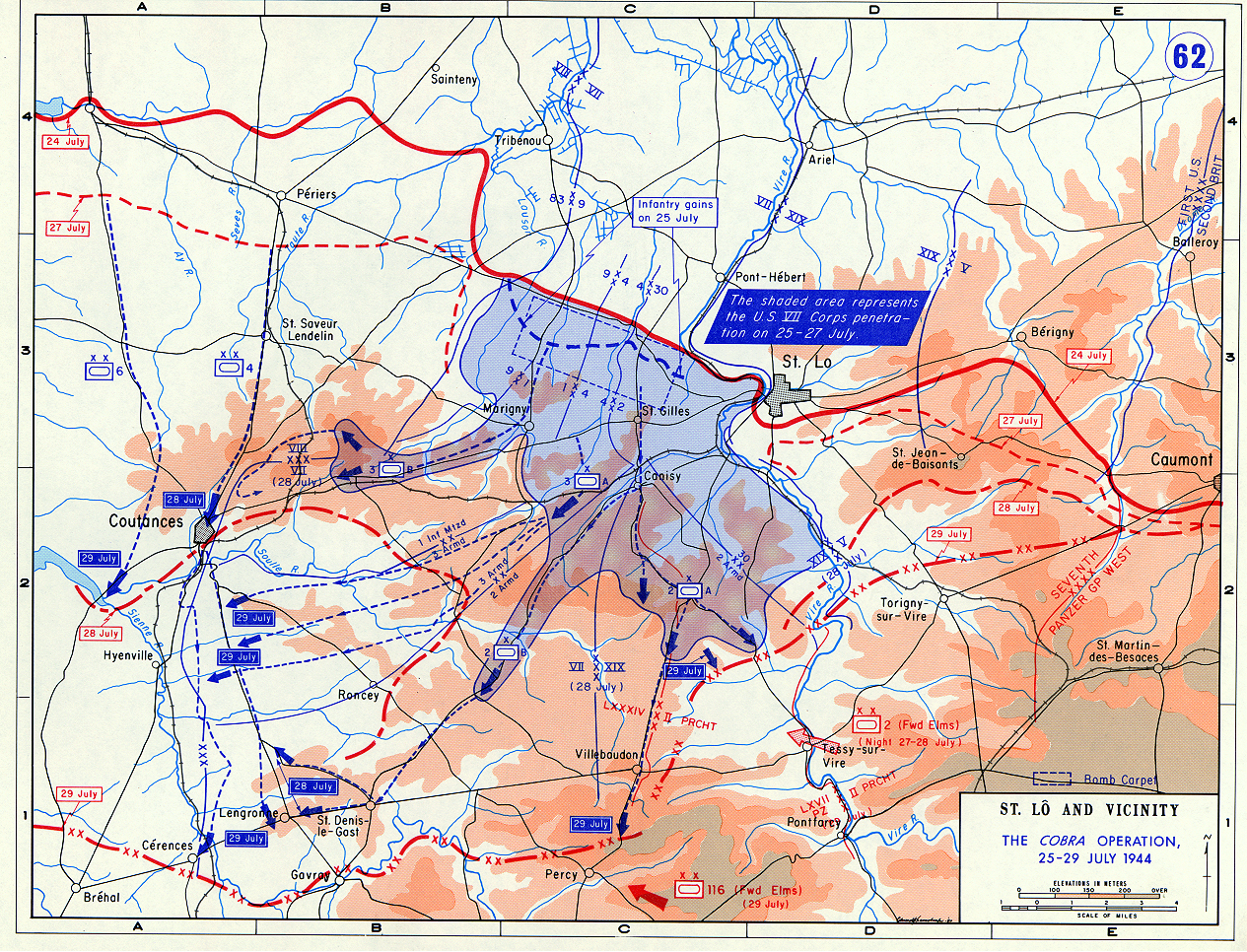
Карта бойових дій операції «Кобра»

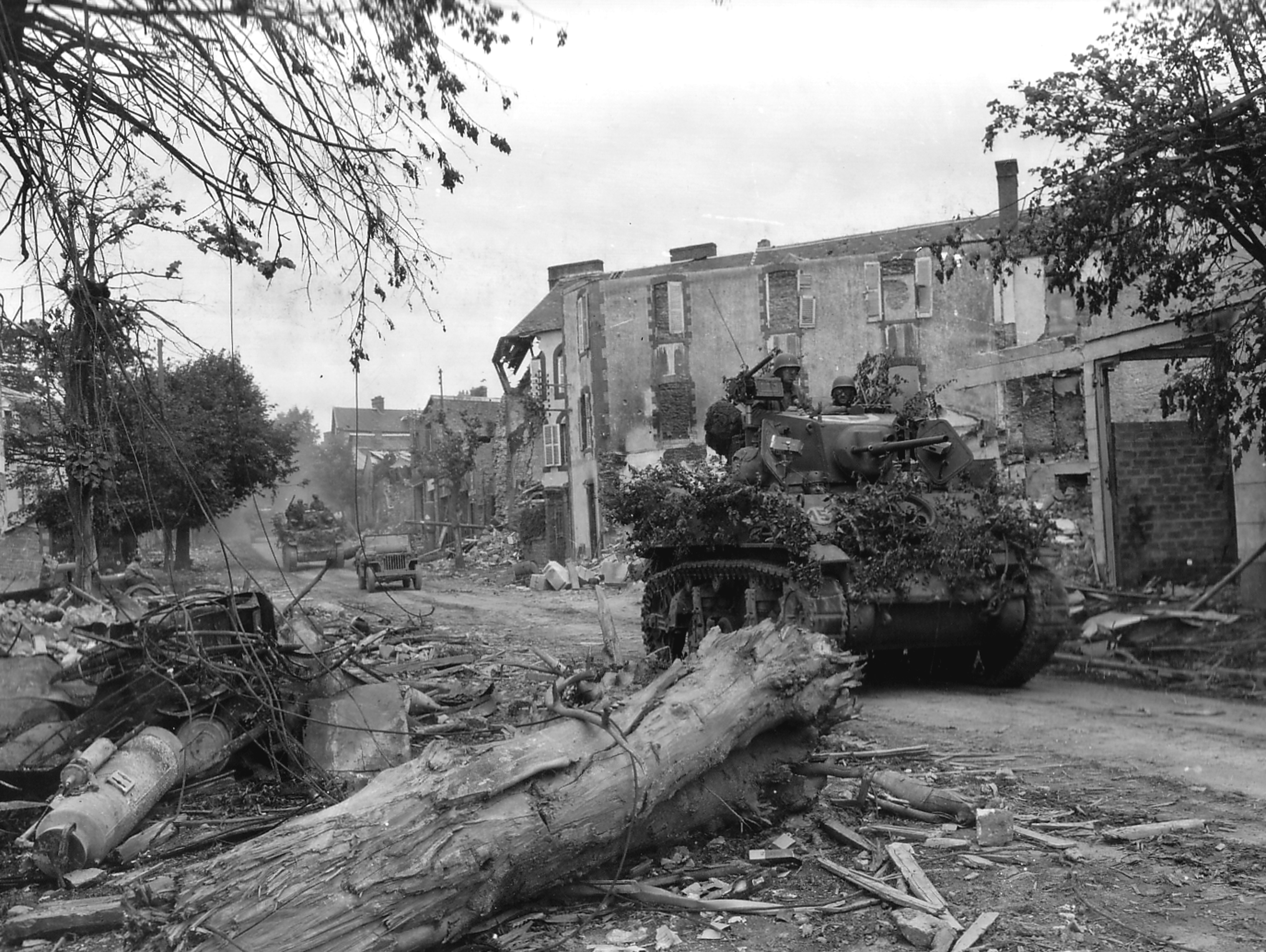
Американські війська просуваються через зруйновані вулиці міста Кутанс. Операція «Кобра». 25 липня 1944

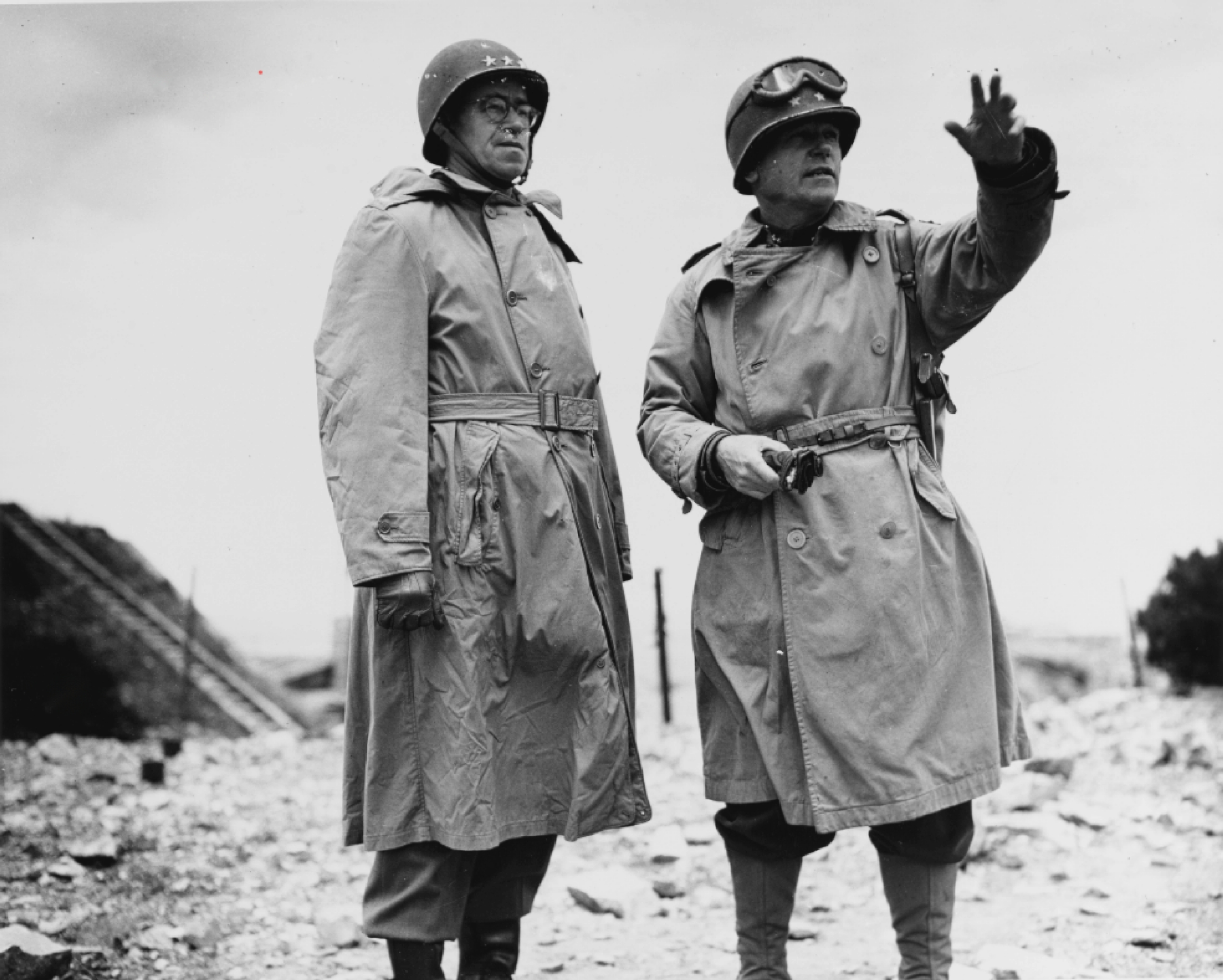
Генерал-майор Лоутон Коллінз з генерал-лейтенантом О. Бредлі. Липень 1944

Операція «Кобра» (англ. Operation Cobra) — наступальна операція американських збройних сил у ході операції «Оверлорд» у період з 25 по 31 липня 1944.
Військова операція під кодовою назвою «Кобра» була розпочата силами 1-ї американської армії через 8 тижнів після висадки союзників на узбережжя Нормандії. Генерал-лейтенант Омар Бредлі вирішив скористатися перевагами ситуації, що склалася на той час, через те, що німців було втягнуто в битву за Кан, оволодіння яким ставилося як головна мета британським та канадськими військами на східному фланзі сил вторгнення. Бредлі вважав, що бої, які тривають протягом тривалого часу навколо Кану сприяють можливості скористатися шансом і завдати удару позиціям Вермахту, що протистояли американцям.
Подолавши опір військ на основних позиціях, американські війська виходили на оперативний простір, маючи відмінну можливість маневром з флангу, вирватися з насиченої бокажами території Нормандії та надалі, розвиваючи успіх, оточити німецькі війська, що тримали оборону у Бретані.
«Операція Кобра» призвела до значного успіху союзницьких військ. Операція змінила ситуацію на фронті, призвела до утворення фалезького котла і втрат німцями позицій у північно-західній Франції.

## Історія
12 липня 1944 року генерал Бредлі розробив план операції «Кобра» і подав його вищому командуванню.
Плацдармом для зосередження американських військ перед проривом стали околиці міста Сен-Ло, яке вони звільнили 23 липня після запеклих боїв. Прорив мало бути здійснено на південь від Сен-Ло військами 7-го корпусу 1-ї американської армії, за підтримки 8-го корпусу. Для прориву німецької оборони американці застосували підтримку важких стратегічних бомбардувальників і масовані артилерійські обстріли — понад 1000 американських гармат дивізійної і корпусної артилерії звалили на противника понад 140 тисяч снарядів. Німецькі позиції 25 липня піддалися «килимовому» бомбардуванню літаками B-17 «Літаюча фортеця» та B-24 «Визволитель» на фронті шириною 7000 ярдів (6400 м).
При цьому від «дружнього вогню» загинуло 111 і було поранено 490 американських солдатів. Далі почали діяти винищувачі-бомбардувальники. Передові позиції німецьких військ біля Сен-Ло було практично повністю знищено бомбардуванням. Утворився пролом у фронті, який німці не встигли закрити, і через нього 25 липня американські війська, використовуючи свою перевагу в авіації, здійснили прорив у південному напрямку в районі міста Авранш. Тут союзникам вже так не заважали бокажі, як це було в прибережних районах Нормандії, і вони використовували свою перевагу в мобільності на відкритій місцевості. У наступі на такій вузькій ділянці фронту американці залучили понад 2000 одиниць бронетехніки: 1269 середніх танків, 694 легких танків і 288 протитанкових САУ, що призвело до швидкого прориву з Нормандії на півострів Бретань і в регіон Пеї-де-ла-Луар.
1 серпня була сформована 12-та група армій союзників під командуванням генерала Омара Бредлі, до її складу увійшли 1-ша і 3-тя американські армії. 3-тя американська армія генерала Паттона здійснила прорив і за два тижні звільнила півострів Бретань, оточила німецькі гарнізони в портах Брест, Лор'ян і Сен-Назер. 3-тя армія вийшла до річки Луара, досягнувши міста Анже захопила міст через Луару, а потім попрямувала на схід, де досягла міста Аржантан, і атакувала позиції німецької групи армій «Б» з тилу, тобто з південного боку, в той час, як з півночі на неї наступали англо-канадські війська, а з заходу — 1-ша американська армія. Німці організували марну контратаку в західному напрямку (операція «Лютте»), з метою перерізати лінії постачання третьої американської армії у Авранш. Атака американських військ з півдня поставила німецьку 7-му польову і 5-ту танкову  армії під реальну загрозу оточення.
Це призвело до створення фалезького котла і важкої поразки німецьких військ у Нормандії.